# 1999 CB67
1999 CB67 är en asteroid i huvudbältet som upptäcktes den 12 februari 1999 av LINEAR i Socorro County, New Mexico.
Den tillhör asteroidgruppen Eunomia.